# Zastava Etiopije
Zastáva Etiópije je zeleno-rumeno-rdeča zastava. Sprejeli so jo 6. februarja 1996. Po navadi jo vidimo brez modrega diska in rumenega znamenja s peterokrako zvezdo. Mnogi Etiopci ne priznavajo modrega diska in znamenja z zvezdo, saj je prišel kasneje z veliko revščino in lakoto. Ta zastava ima več kot tisoč let staro zgodovino.
Barve afriške enotnosti, rdeča, zelena in rumena se pojavljajo na eni najstarejših afriških zastav. Te barve so uporabili za narodno zastavo Etiopije v letu 1897, leto po bitki pri Adovi, kjer se je Etiopija obranila pred kolonialnimi vpadi Italije. Pred tem je to barvno kombinacijo uporabljala kot uradni prapor Salomonova dinastija. Kraljevska zastava je velikokrat uporabljala znamenje kronanega leva, ki je v rumenem polju nosil križ. Zastava naj bi bila povezava med tevahedsko cerkvijo, ljudmi in narodom. Kaj posamezna barva predstavlja, je odvisno od vidika. V splošnem pa rdeča predstavlja afriško kri, prelito v obrambi dežele, rumena mir in sožitje med etiopskimi etničnimi in verskimi skupinami in zelena skoraj vedno predstavlja deželo in njeno rodovitnost. Drugi afriški narodi so pri svojem osamosvajanju velikokrat prevzeli te tri barve in danes so znane kot panafriške barve.
Pred letom 1996 in tudi še danes uporabljajo v deželi in svetu zastavo brez znamenj. V času Derga so uporabljali več različnih znakov, osnovna barvna shema pa je večinoma ostajala nespremenjena.
Zvezda, ki je pentagram, je rumena na modrem disku, ki prekriva zelen in rdeč trak. Zvezda priča o etiopski svetli prihodnosti in nakazuje povezavo s Salomonovim rodom. Rumeni žarki, ki jih zvezda izseva, so enakih razdalj in predstavljajo enakost Etiopcev, ne glede na raso, vero ali spol.